# تيتسوؤو كوندو
تيتسوؤو كوندو هو سياسي ياباني، ولد في 11 أغسطس 1929 في ياماغاتا في اليابان، وتوفي في 4 مارس 2010 في طوكيو في اليابان. نشط حزبياً في الحزب الليبرالي الديمقراطي الياباني. وقد انتخب عضو مجلس النواب الياباني ‏.